# Flaga Zambii
Flaga Zambii – ustanowiona 24 października 1964 roku i zmodyfikowana w 1996.
Czerwień symbolizuje wolność, czerń obywateli Zambii, pomarańcz zasoby naturalne i bogactwo mineralne. Orzeł symbolizuje możliwość obywateli do wznoszenia się ponad problemami narodu.

## Flagi państwowe

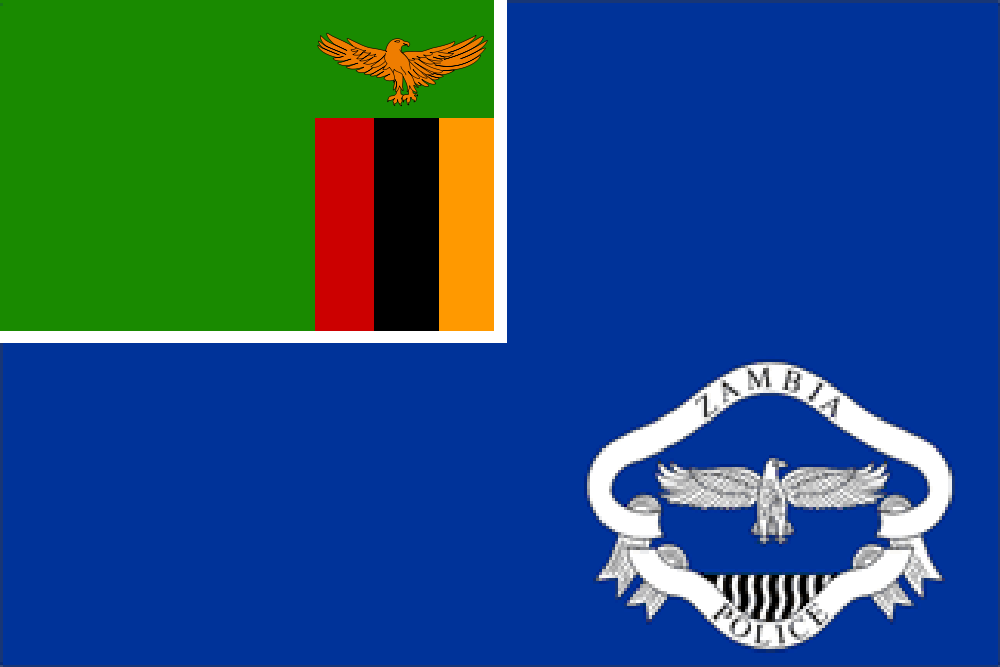
Flaga Policji
Flaga Sił Powietrznych
Cywilna bandera Sił Powietrznych

## Flagi historyczne

Flaga królestwa Barotselandu(inne języki) (1864–1991)
Flaga Rodezji Północnej (1939–1964)
Flaga federacji Rodezji i Niasy (1953–1963)
Flaga Zambii z lat 1964-1996, do 1996 roku zielony był ciemniejszy